# Zsófia Torma
Zsófia Torma, née le 26 septembre 1832 à Csicsókeresztúr (aujourd'hui Cristeștii Ciceului), dans le comitat de Beszterce-Naszód et morte le 14 novembre 1899 à Orăştie, est une archéologue, anthropologue et paléontologue hongroise.

## Biographie
Zsófia Torma nait à Csicsókeresztúr (aujourd'hui Cristeștii Ciceului), dans le comitat de Beszterce-Naszód, alors en Autriche-Hongrie (aujourd'hui le județ de Bistrița-Năsăud, en Roumanie). Elle est la fille de l'historien József Torma (1801-1861) et la sœur de l'homme politique hongrois Károly Torma, par ailleurs archéologue. Son apprentissage a été effectué en autodidacte. La signification des symboles et des inscriptions sur les objets en argile qu'elle a trouvés lors d'une fouille dans le comitat de Hunyad sont à l'époque un événement archéologique. Elle est aussi connue pour avoir trouvé des artefacts de la culture de Vinča vieux de 6 000 à 7 000 ans, dont certains sont recouverts de symboles Vinca.
Son ouvrage le plus connu, le Ethnographische Analogien, a été publié à Iéna en 1894.
Torma a eu un rôle important dans la fondation du Musée national de l'Histoire de la Transylvanie à Kolozsvár (aujourd'hui Cluj-Napoca), auquel elle a légué sa collection archéologique dans son testament. Torma est en outre la première femme à obtenir un doctorat honoris causa dans l'université Kolozsvári, (il s'agit, aujourd'hui, de l'université Babeș-Bolyai), le 24 mai 1899.
Elle meurt à Szászváros (aujourd'hui Orăştie) en 1899.

## Honneur
L'astéroïde (582910) Tormazsófia est nommé en son honneur.